# والتر فون مولو
والتر فون مولو (بالألمانية: Walter von Molo)‏ هو كاتب سيناريو وكاتب ألماني، ولد في 14 يونيو 1880 في شترنبرك ‏ في التشيك، وتوفي في 27 أكتوبر 1958 في مورناو أم شتافلزي ‏ في ألمانيا.

## وصلات خارجية
- والتر فون مولو على موقع IMDb (الإنجليزية)
- والتر فون مولو على موقع مونزينجر (الألمانية)
- والتر فون مولو على موقع أول موفي (الإنجليزية)
- والتر فون مولو على موقع كينوبويسك (الروسية)